# Philipp Anton von Segesser
Ne doit pas être confondu avec Philipp Segesser.
Philipp Anton von Segesser, né le 5 avril 1817 à Lucerne et mort le 30 juin 1888 également à Lucerne, est une  personnalité politique suisse, membre du parti démocrate-chrétien.

## Biographie
Il fut conseiller national à partir du 6 novembre 1848 jusqu'à sa mort. Dans un discours tenu le 16 décembre 1871, il proposa l’interdiction de la franc-maçonnerie.

## Œuvres
- Rechtsgeschichte der Stadt und Republik Luzern. Räber, Luzern 1850–1858. Reprintausgabe: Scientia, Aalen 1974,  (ISBN 3511065607).
- Amtliche Sammlung der älteren Eidgenössischen Abschiede, herausgegeben auf Anordnung der Bundesbehörden. Bde. 1–4, ..., Zürich/Luzern 1858–1874.
- Sammlung kleiner Schriften. 4 Bde., Räber/Wyss, Luzern/Bern 1859–1887, (davon Bd. 1: Studien und Glossen zur Tagesgeschichte 1859–1875; Bd. 4: Fünfundvierzig Jahre im Luzernischen Staatsdienst 1841–1887).
- Genealogie und Geschlechtshistorie der Segesser von Brunegg in der Schweiz und im deutschen Reiche. Wyss, Bern 1884–1885.
- Ludwig Pfyffer und seine Zeit. Ein Stück französischer und schweizerischer Geschichte im 16. Jahrhundert. 3 Bde., Wyss, Bern 1880–1882.